# Utvandrarna (film, 2021)
För andra betydelser, se Utvandrarna.
Utvandrarna är en svensk dramafilm från 2021 i regi av Erik Poppe, baserad på Vilhelm Mobergs romansvit ”Utvandrarserien”. Filmen hade svensk biopremiär den 25 december 2021. Filmen skiljer sig från sina föregångare genom att flera bipersoner utelämnats från berättelsen och att handlingen kretsar kring Kristina Nilsson som spelas av Lisa Carlehed i högre grad än kring hennes man, Karl Oskar, som här spelas av Gustaf Skarsgård.

## Bakgrund
Filmen är baserad på romansviten "Utvandrarserien" som gavs ut åren 1949–1959. 
I filmen skildras emigrationen från Sverige till Nordamerika som bland annat motiverades av många års missväxt och fattigdom i ett fattigt Sverige, medan amerikanska lockrop om nya möjligheter och bättre jordar, som erbjöds migranter genom de så kallade homesteadlagarna, fick många att bryta upp och söka ny livsplats. Filmen associerar delvis också till 2000-talets aktuella migrationsströmmar från Syd till Europa och Sverige.

## Handling
I mitten av 1800-talet lämnar Kristina Nilsson och hennes man Karl Oskar fattigdomen i Småland för ett nytt liv i Amerika.
Till skillnad från böckerna och Jan Troells filmatiseringar från 1970-talet är denna film, i likhet med 1990-talets musikal Kristina från Duvemåla, berättad mer ur Kristinas och inte Karl Oskars perspektiv. Större fokus läggs också på tiden i USA snarare än umbärandena i Sverige.

## Rollista

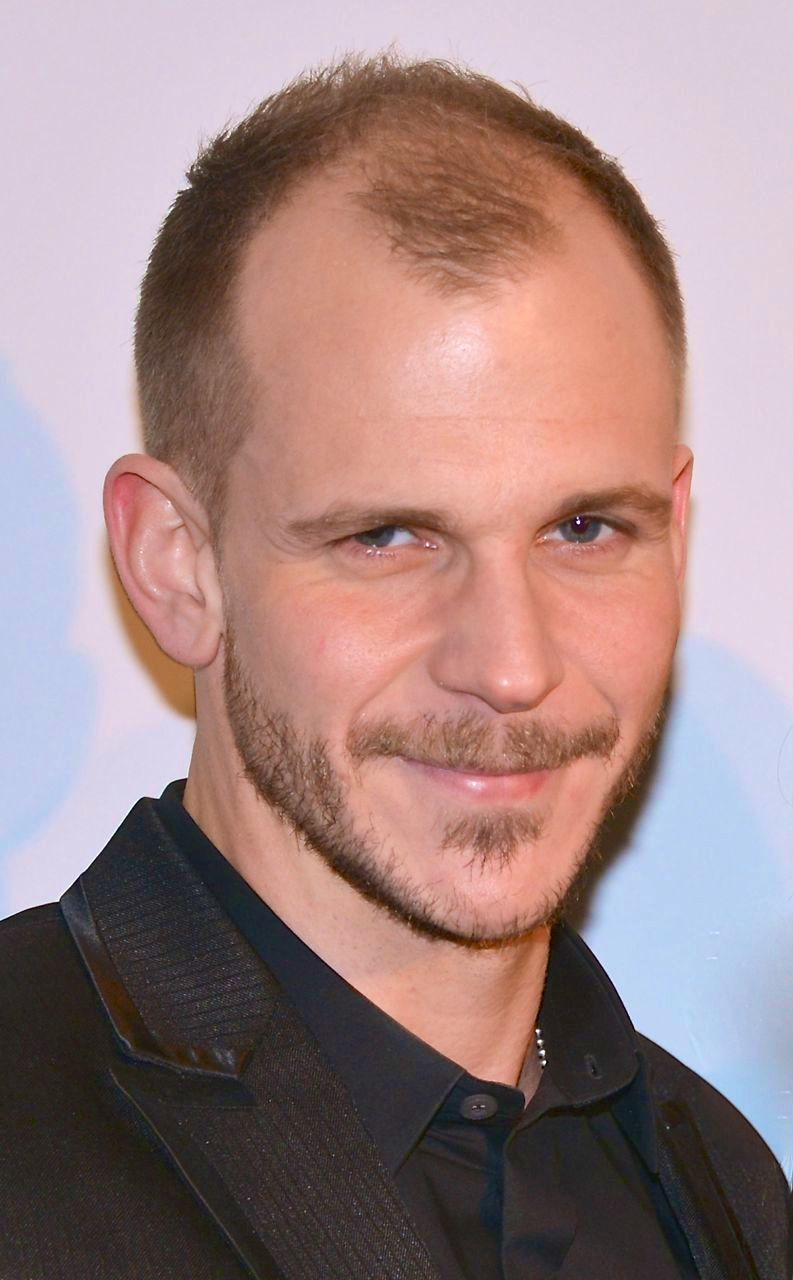
Gustaf Skarsgård spelade rollen som Karl Oskar.

| Lisa Carlehed         | – Kristina                                    |
| Gustaf Skarsgård      | – Karl-Oskar                                  |
| Tove Lo               | – Ulrika                                      |
| Sofia Helin           | – Judit                                       |
| Kerstin Linden        | – Lill-Märta, Kristina och Karl-Oskars dotter |
| Lena Strömdahl        | – Anna, Kristinas mor                         |
| Lena-Pia Bernhardsson | – Märta, Karl-Oskars mor                      |
| Rasmus Lindgren       | – Petrus                                      |
| Nova Salmi-Wikander   | – Elin, Ulrikas dotter                        |
| Harald Knutsen-Öy     | – Johan, Kristina och Karl-Oskars son         |
| Emma Comstedt         | – Anna, Kristina och Karl-Oskars dotter       |
| Mikkel Bratt Silset   | – Sjöman                                      |
| Jesper Arin           | – Prost Brusander                             |
| Eric Stern            | – Anders Månsson                              |
| Laurence Kinlan       | – Pastor Jackson                              |
| Díana Bermudez        | – Wichahpi                                    |
| Hannes Fohlin         | – Samuel Nöjd                                 |

## Mottagande
Utvandrarna sågs av 74 347 biobesökare i Sverige 2021 vilket gjorde det till den fjärde mest sedda svenska filmen på bio det året. Under 2022 har filmen även visats på TV4 och Cmore uppdelad som en serie i tre delar.

## Utmärkelser
| Priser     | Priser                    | Priser                           | Priser |
| Utmärkelse | Kategori                  |                                  |        |
| ---------- | ------------------------- | -------------------------------- | ------ |
| Guldbaggen | Bästa film                |                                  |        |
| Guldbaggen | Bästa originalmusik       | Johan Söderqvist                 |        |
| Guldbaggen | Bästa visuella effekter   | Alex Hansson och Torbjörn Olsson |        |
| Guldbaggen | Bästa manliga huvudroll   | Gustaf Skarsgård                 |        |
| Guldbaggen | Bästa kvinnliga huvudroll | Lisa Carlehed                    |        |
| Guldbaggen | Bästa kvinnliga biroll    | Sofia Helin                      |        |
| Guldbaggen | Bästa kostymdesign        | Louize Nissen                    |        |